# Pagardin
Pagardin is een bestuurslaag in het regentschap Lahat van de provincie Zuid-Sumatra, Indonesië. Pagardin telt 728 inwoners (volkstelling 2010).